# German watercolors, drawings and prints: A midcentury review
German watercolors, drawings and prints: A midcentury review ist der Titel einer Wanderausstellung, die 1956 von der Bundesregierung in ausgewählten Städten der USA gezeigt wurde.

## Vorbereitung und Umfang
Initiator der Ausstellung war die Kulturabteilung des Auswärtigen Amtes. Im Rahmen der Auswärtigen Kulturpolitik war die Tour von der Bundesrepublik Deutschland finanziert (sponsored by the Federal Republic of Germany) und durch die American Federation of Arts unter ihrem Direktor Thomas Messer vor Ort organisiert.
Die Ausstellung zeigte 112 Werke aus dem Zeitraum von 1905 bis 1955. Das Jahr 1905 war als der Beginn der expressionistischen Künstlergruppe Die Brücke gewählt. Tatsächlich stammte das älteste Stück, eine Vorstudie von Käthe Kollwitz zu ihrer Radierung Frau mit totem Kind, von 1903. Der Schwerpunkt lag dabei auf den Werken des Expressionismus und zeigte Kunst, die von den Nationalsozialisten als Entartete Kunst verleumdet und verfolgt worden war. Damit ordnet sich die Ausstellung ein in eine Entwicklung seit 1945, die mit der Münchner Ausstellung Der Blaue Reiter. München und die Kunst des 20. Jahrhunderts 1949 ihren ersten, viel beachteten Ausdruck gefunden hatte und die Julia Voss in der FAZ 2013 als „die Fortsetzung der Politik mit den Mitteln der Kunst“ charakterisiert hat: „Es war das Gründungsjahr der Bundesrepublik; die zuvor verfemte Moderne stieg von nun an zur Staatskunst auf“.
Der Anstoß zu dem Projekt kam Anfang der 1950er Jahre aus der Kulturabteilung des Auswärtigen Amtes und vom damaligen Karlsruher Museumsdirektor und Mitbegründer der documenta Kurt Martin. Die Auswahl war von Leonie Reygers, der Gründungsdirektorin des Museum am Ostwall zusammengestellt worden. Der Auswahl wurde ein hoher Maßstab in Werkqualität und allgemeinem Rang des Künstlers zugrunde gelegt. Die Auswahl schuf mit ihrer Konzentration auf Werke auf Papier, auf Aquarelle und Graphiken, einen intimen Einblick, der sie, so Anton Henze in seiner Vorschau, „auch für den deutschen Betrachter zu einem Erlebnis“ und zu einem Gegenstück der (1955 erstmals veranstalteten) documenta werden ließ.
Die ausgestellten Werke waren Leihgaben, „zum größten Teil aus Privatsammlungen“. Die Leihgeber waren
- Museum am Ostwall, Dortmund
- Galerie Günther Franke, München
- Hildebrand Gurlitt, Düsseldorf
- C.A. Isermeyer, Hamburg
- Nachlass Hermann Blumenthal (Blumenthal legacy)
- Leopold-Hoesch-Museum, Düren
- Wallraf-Richartz-Museum (Sammlung Josef Haubrich), Köln
- L. Pretzell, Celle
- J. Schürer, Mülheim
- Kunstmuseen Krefeld
- Galerie Hella Nebelung, Düsseldorf
- Kunsthalle Bremen
- Galerie Alex Vömel, Düsseldorf
- Galerie Springer, Berlin
- Staatliche Graphische Sammlung, München
- Germanisches Nationalmuseum, Nürnberg
- Ludwig Grote, Nürnberg
- Staatliche Kunstsammlung, Karlsruhe
- Kunstsammlungen der Stadt Düsseldorf
- Privatsammlung Köln
- Wolfgang Macke, Bonn
- Moderne Galerie Otto Stangl, München
- Städtisches Museum, Wuppertal
- Galerie Rudolf Hoffmann, Hamburg
- Hans Lühdorf, Düsseldorf
- Privatsammlung Witten
- Anton Henze, Greven
- Günter Peill, Düren
- Helene Rohlfs, Hiddesen
- Tut Schlemmer, Stuttgart
- Albert Schulze-Vellinghausen, Dorsten

## Durchführung und Rezeption
Die Ausstellung startete am 28. Mai 1956 New York, wo sie in der Grace Borgenicht Gallery in der 57th Street sowie in der Weyhe Gallery auf der Lexington Avenue gezeigt wurde. Im Oktober war sie im Busch-Reisinger Museum der Harvard University in Cambridge (Massachusetts). In San Francisco wurde sie im De Young Museum ausgestellt. Der Kritiker der Harvard-Zeitung The Harvard Crimson, Lowell J. Rubin, begrüßte die Ausstellung als einen guten Einblick in die wechselvolle (fluorescent) Geschichte deutscher Kunst im 20. Jahrhundert. Er wies auf das seiner Meinung starke Qualitätsgefälle der frühen Werke und der nachfolgenden Generation hin: A more blatant contrast could hardly be conceived than that between German art between 1905–1935 and the later period from 1935–1955. There are examples of the photographic realism that was the order of the day during the Nazi regime so that this era appears as a large blank. But its dryness in the way of artistic ideas is shown by what came after. Contemporary German art seems to be well behind literature in recovering from the war. There is almost no evidence of the originality that influenced the whole of western art in the early part of the century. What we see are derivative paintings.

## Katalog
Der Katalog trug den Titel German watercolors, drawings and prints [1905-1955]. A midcentury review, with loans from German museums and galleries and from the collection Dr. H. Gurlitt. In ihrer Einleitung zum Katalog gibt Leonie Reygers kurze Einführungen zur Brücke, zum Blauen Reiter und zu den Bauhaus-Malern. Als Ziel der Ausstellung nennt sie, amerikanische Kunstliebhaber mit deutscher Kunst unseres Jahrhunderts vertraut zu machen, und, so hoffen wir, neue Freunde dafür in den USA zu finden. Damit waren Verkäufe zumindest nicht ausgeschlossen.
Der Katalog war mit 36 schwarz-weiß Abbildungen in guter Qualität für damalige Verhältnisse recht umfangreich illustriert. Hergestellt wurde er in der Druckerei Busche in Dortmund. Der Katalog ist alphabetisch nach Künstlern geordnet. Jeder Katalogeintrag nennt Titel und Jahr des Kunstwerks, Technik und Maße, Angaben ob signiert oder nicht, und den Leihgeber. Über den damaligen Leihgeber hinausgehende Angaben zur Provenienz werden nicht gemacht.

### Liste der Leihgaben
| Nummer | Künstler               | Titel                                                | Jahr          | Masse                                    | Material                          | Leihgeber                                           | Anmerkungen                                                                                                  | Abbildung |
| 1      | Ernst Barlach          | The Seventh Day                                      | 1920, 1931    | 44 × 53,8 cm                             | Kohlezeichnung                    | Bremen, Ernst-Barlach-Gesellschaft                  | Studie für die letzte Platte der Holzschnitt-Serie Die Wandlungen Gottes                                     |           |
| 2      | Ernst Barlach          | The Forsaken Ones                                    | 1930 (ca.)    | 31 × 43 cm                               | Lithographie                      | Bremen, Ernst-Barlach-Gesellschaft                  | |           |
| 3      | Ernst Barlach          | Daybreak                                             | 1932          | 31,5 × 43 cm                             | Lithographie                      | Bremen, Ernst-Barlach-Gesellschaft                  | zu Faust II,1                                                                                                |           |
| 4      | Willi Baumeister       | Preliminary Study for 'Eidos’                        | 1936          | 49,7 × 40,7 cm                           | Bleistiftzeichnung                | München, Kunst-Kabinett Kliehm                      | |           |
| 5      | Willi Baumeister       | Abstract composition                                 | 1942          | 39 × 58,7 cm                             | Farbige Zeichnung (color drawing) | Köln, Wallraf-Richartz-Museum                       | |           |
| 6      | Willi Baumeister       | Cosmic Gesture                                       | 1952          | 54,5 × 65 cm                             | Siebdruck                         | Dortmund, Museum am Ostwall                         | |           |
| 7      | Willi Baumeister       | Faust Motif                                          | 1953          | 44,6 × 59,5 cm                           | Siebdruck                         | Dortmund, Museum am Ostwall                         | aus der Montaru-Serie                                                                                        |           |
| 8      | Max Beckmann           | The Koenigin Bar with Self Portrait                  | 1920          | 31,7 × 25,5 cm                           | Radierung                         | Dortmund, Museum am Ostwall                         | |           |
| 9      | Max Beckmann           | Self Portrait                                        | 1922          | 53 × 41,7 cm                             | Holzschnitt                       | Dortmund, Museum am Ostwall                         | |           |
| 10     | Max Beckmann           | Swimming Pool                                        | o. J.         | 43 × 28,6 cm                             | Radierung                         | Dortmund, Museum am Ostwall                         | |           |
| 11     | Max Beckmann           | Rowers                                               | 1928          | 55,8 × 73 cm                             | (schwarze) Kreidezeichnung        | München, Galerie Günther Franke                     | heute in der Sammlung Deutsche Bank                                                                          | Abb.      |
| 12     | Max Beckmann           | Lion Tamer                                           | 1930          | 90 × 60 cm                               | Mischtechnik (mixed technique)    | Düsseldorf, Hildebrand Gurlitt                      | 2011 von Cornelius Gurlitt durch das Auktionshaus Lempertz für 864.000 Euro versteigert.                     | (Abb.)    |
| 13     | Max Beckmann           | Zandvoort                                            | 1934          | 49,8 × 64,7 cm                           | Aquarell                          | Düsseldorf, Hildebrand Gurlitt                      | 2013 StA Augsburg (StA)                                                                                      |           |
| 14a    | Hermann Blumenthal     | Two Youths                                           | 1933          | 19,6 × 15 cm                             | Radierung                         | Hamburg, Christian Adolf Isermeyer                  | |           |
| 14b    | Hermann Blumenthal     | Two Youths                                           | 1933          | 19,5 × 14,7 cm                           | Radierung                         | Nachlass Blumenthal (Blumenthal legacy)             | |           |
| 15     | Otto Dix               | Lady                                                 | 1922          | 35 × 28 cm                               | Radierung                         | Düren, Leopold-Hoesch-Museum                        | II. Zustand                                                                                                  |           |
| 16     | Otto Dix               | Window                                               | 1923          | 40 × 30 cm                               | Aquarell                          | Köln, Wallraf-Richartz-Museum (Haubrich collection) | |           |
| 17     | Max Ernst              | Imaginary Composition                                | 1951 (before) | 13 × 18 cm                               | Radierung                         | Düren, Leopold-Hoesch-Museum                        | |           |
| 18     | Max Ernst              | Phantom                                              | 1954 (ca.)    | 49 × 36 cm                               | Farblithographie                  | Celle, Lothar Pretzell                              | |           |
| 19     | Lyonel Feininger       | West-Deep III                                        | 1932          | 30 × 47,3 cm                             | Aquarell                          | Mülheim, J. Schürer                                 | 2012 bei Ketterer aus Private collection North-Rhine Westphalia für 82.960 EUR versteigert                   | Abb.      |
| 20     | Lyonel Feininger       | Fishing Boat at Swinemünde                           | 1934          | 30,2 × 46,4 cm                           | Aquarell                          | Mülheim, J. Schürer                                 | Swinemünder Fischkutter, 2004 bei Ketterer aus Privatsammlung Nordrhein-Westfalen für 24.570 EUR versteigert | Abb.      |
| 21     | Lyonel Feininger       | Vision of a Vessel                                   | 1935          | 30,5 × 41 cm                             | Aquarell                          | Krefeld, Kunstmuseen Krefeld                        | |           |
| 22     | Werner Gilles          | Still Life                                           | 1948          | 32,5 × 48 cm                             | Ölmalerei auf Papier              | Düsseldorf, Galerie Hella Nebelung                  | 2006 bei Villa Grisebach versteigert für 11.500 EUR (Auktion 135, Lot 320)                                   | Abb.      |
| 23     | Werner Gilles          | Lament for the Head of Orpheus                       | 1950          | 35 × 49,5 cm                             | Öl auf Papier                     | Bremen, Kunsthalle Bremen                           | |           |
| 24     | Werner Gilles          | Venit Mors                                           | 1950          | 62,2 × 48,3 cm                           | Aquarell und Tempera              | Düsseldorf, Galerie Alex Vömel                      | |           |
| 25     | George Grosz           | Street Scene                                         | o. J.         | 42 × 30 cm                               | Aquarell                          | Köln, Wallraf-Richartz-Museum (Haubrich collection) | |           |
| 26     | George Grosz           | Tartarin Follows                                     | o. J.         | 48,4 × 32,7 cm                           | Tinte                             | Köln, Wallraf-Richartz-Museum (Haubrich collection) | |           |
| 27     | Karl Hartung           | Composition                                          | 1952 (ca.)    | 43,3 × 61,2 cm                           | Kreidezeichnung                   | Hamburg, Christian Adolf Isermeyer                  | |           |
| 28     | Karl Hartung           | Composition                                          | 1952 (ca.)    | 61,2 × 43,3 cm                           | Kreidezeichnung                   | Dortmund, Museum am Ostwall                         | |           |
| 29     | Erich Heckel           | The Man                                              | 1913          | 43 × 21,5 cm                             | Holzschnitt                       | Düsseldorf, Hildebrand Gurlitt                      | |           |
| 30     | Erich Heckel           | In Ostende                                           | 1915          | 36,5 × 27 cm, 36 × 29,6 cm, 36 × 27,3 cm | Holzschnitt, handkoloriert        | Düsseldorf, Hildebrand Gurlitt                      | Triptychon                                                                                                   |           |
| 31     | Erich Heckel           | Mountain Landscape                                   | 1922          | 43,5 × 34,8 cm                           | Aquarell                          | Köln, Wallraf-Richartz-Museum (Haubrich collection) | |           |
| 32     | Bernhard Heiliger      | Two Crouching Nude Women                             | 1948          | 42,5 × 58,6 cm                           | Kreidezeichnung                   | Hamburg, Christian Adolf Isermeyer                  | |           |
| 33     | Bernhard Heiliger      | Seated Man                                           | 1948          | 60,7 × 41,7 cm                           | Graphit                           | Hamburg, Christian Adolf Isermeyer                  | |           |
| 34     | Bernhard Heiliger      | Lying figures                                        | 1950          | 48,2 × 73,3 cm                           | Graphit und Pastell               | Berlin, Galerie Springer                            | |           |
| 35     | Karl Hofer             | Two Women Friends                                    | 1923          | 45 × 57,2 cm                             | Kreidezeichnung                   | München, Staatliche Graphische Sammlung München     | |           |
| 36     | Karl Hofer             | Nude                                                 | 1924          | 61,5 × 47,5 cm                           | Kreidezeichnung                   | Mülheim, J. Schürer                                 | |           |
| 37     | Wassily Kandinsky      | Sketch for 'Bright Pictures’                         | 1913          | 25,8 × 34,6 cm                           | Aquarell                          | Nürnberg, Germanisches Nationalmuseum               | |           |
| 38     | Wassily Kandinsky      | Conclusion                                           | 1924          | 33,6 × 48,5 cm                           | Aquarell                          | Düsseldorf, Hildebrand Gurlitt                      | |           |
| 39     | Wassily Kandinsky      | Weighted suspension                                  | 1924          | 48,5 × 33,6 cm                           | Aquarell                          | Düsseldorf, Hildebrand Gurlitt                      | |           |
| 40     | Wassily Kandinsky      | Obstinate Brown                                      | 1925          | 47,7 × 31,7 cm                           | Aquarell                          | Nürnberg, Ludwig Grote                              | Hartnäckiges Braun, versteigert bei Sotheby’s am 26. Juni 2008, Lot 198, für 313.250 GBP                     | Abb.      |
| 41     | Ernst Ludwig Kirchner  | Circus-rider                                         | 1913          | 67 × 51 cm                               | Pinselzeichnung                   | Düsseldorf, Hildebrand Gurlitt                      | |           |
| 42     | Ernst Ludwig Kirchner  | Women Performers in Blue                             | 1914          | 67 × 50,5 cm                             | Pastellzeichnung                  | Mülheim, J. Schürer                                 | Blaue Artisten, 2003 in Privatbesitz                                                                         |           |
| 43     | Ernst Ludwig Kirchner  | Portrait of Ludwig Schames                           | 1917          | 56,5 × 27,7 cm                           | Holzschnitt                       | Düsseldorf, Hildebrand Gurlitt                      | |           |
| 44     | Ernst Ludwig Kirchner  | Woman in the Night                                   | 1918          | 59 × 36 cm                               | Holzschnitt, koloriert            | Düsseldorf, Hildebrand Gurlitt                      | |           |
| 45     | Ernst Ludwig Kirchner  | Mountain Firs                                        | 1921          | 59,5 × 33,5 cm                           | Farb-Holzschnitt                  | Düsseldorf, Hildebrand Gurlitt                      | |           |
| 46     | Ernst Ludwig Kirchner  | Swiss Peasants                                       | 1921          | 50 × 38 cm                               | Aquarell                          | Köln, Wallraf-Richartz-Museum (Haubrich collection) | |           |
| 47     | Ernst Ludwig Kirchner  | Nudes in the Woods                                   | 1935 (ca.)    | 35,2 × 49,5 cm                           | Farb-Holzschnitt                  | Karlsruhe, Staatliche Kunsthalle Karlsruhe          | |           |
| 48     | Paul Klee              | Greek and Barbarians                                 | 1920          | 38,8 × 27 cm                             | Mischtechnik (mixed technique)    | Düsseldorf, Hildebrand Gurlitt                      | |           |
| 49     | Paul Klee              | The Buid of a smile                                  | 1921          | 36 × 25 cm                               | Monotypie mit Aquarell            | Düsseldorf, Kunstsammlungen der Stadt Düsseldorf    | Die Knospe des Lächelns, Inv. Nr. K 1949–90                                                                  |           |
| 50     | Oskar Kokoschka        | Portrait of Else Heims                               | 1920 (ca.)    | 64 × 45 cm                               | Kreidezeichnung                   | Köln, Wallraf-Richartz-Museum (Haubrich collection) | |           |
| 51     | Oskar Kokoschka        | Girl                                                 | 1920 (ca.)    | 81,5 × 58 cm                             | Lithographie                      | Düsseldorf, Hildebrand Gurlitt                      | |           |
| 52     | Oskar Kokoschka        | Girl standing                                        | 1930 (ca.)    | 68 × 50 cm                               | Aquarell                          | Mülheim, J. Schürer                                 | |           |
| 53     | Käthe Kollwitz         | Woman with Dead Child                                | 1903          | 40,8 × 48 cm                             | Kreidezeichnung                   | Köln, Privatsammlung                                | Studie für die Radierung gleichen Namens                                                                     |           |
| 54     | Käthe Kollwitz         | Battlefied                                           | 1907          | 48,8 × 40,7 cm                           | Kreidezeichnung                   | Köln, Privatsammlung                                | Vorzeichnung für Platte VI der Serie Bauernkrieg                                                             |           |
| 55     | Käthe Kollwitz         | Self Portrait                                        | 1923          | 36 × 29,5 cm                             | Kreidezeichnung                   | Köln, Privatsammlung                                | |           |
| 56     | Wilhelm Lehmbruck      | Nude                                                 | 1912          | 75,5 × 53,1 cm                           | Aquarell                          | Düsseldorf, Kunstsammlungen der Stadt Düsseldorf    | = Stehender Rückenakt, K 1952-203                                                                            |           |
| 57     | Wilhelm Lehmbruck      | Great Resurrection                                   | 1913          | 39,2 × 29,7 cm                           | Radierung                         | München, Staatliche Graphische Sammlung München     | |           |
| 58     | Wilhelm Lehmbruck      | Inondation                                           | 1914          | 39,5 × 29,5 cm                           | Radierung                         | München, Staatliche Graphische Sammlung München     | |           |
| 59     | August Macke           | Garden Café                                          | 1912          | 44,7 × 50 cm                             | Tinte, koloriert                  | Hamburg, C.A. Isermeyer                             | |           |
| 60     | August Macke           | Lady in Coach                                        | 1913          | 45 × 50 cm                               | Aquarell                          | Düsseldorf, Hildebrand Gurlitt                      | |           |
| 61     | August Macke           | Bright House (Tunis)                                 | 1914          | 26,6 × 20,8 cm                           | Aquarell                          | Bonn, Wolfgang Macke                                | 2. Fassung von Das helle Haus (Bern)                                                                         | Abb.      |
| 62     | August Macke           | Terrace of a Country House in Sr. Germanin (Tunis)   | 1914          | 22,7 × 28,7                              | Aquarell                          | Bonn, Wolfgang Macke                                | heute Münster, Westfälisches Landesmuseum                                                                    |           |
| 63     | August Macke           | With the Parrots                                     | 1914          | 29,5 × 35 cm                             | Kreidezeichnung                   | Dortmund, Museum am Ostwall                         | Bei den Papageien                                                                                            | Abb.      |
| 64a    | Franz Marc             | Three Horses in front of Fir Trees                   | 1911          | 17 × 21 cm                               | Graphit                           | München, Moderne Galerie Otto Stangl                | aus einem Skizzenbuch                                                                                        |           |
| 64b    | Franz Marc             | Landscape with Two Horses                            | 1912          | 10,5 × 17 cm                             | Graphit                           | München, Moderne Galerie Otto Stangl                | aus einem Skizzenbuch                                                                                        |           |
| 65     | Franz Marc             | Large Horse                                          | 1913 (ca.)    | 45,8 × 38 cm                             | Aquarell                          | Düsseldorf, Hildebrand Gurlitt                      | |           |
| 66     | Franz Marc             | Two Horses                                           | 1913 (ca.)    | 23 × 29,5 cm                             | Tempera auf braunem Papier        | Düsseldorf, Hildebrand Gurlitt                      | |           |
| 67     | Franz Marc             | Story of Creation I                                  | 1914          | 24 × 20 cm                               | Holzschnitt                       | Wuppertal, Städtisches Museum                       | |           |
| 68     | Franz Marc             | Story of Creation II                                 | 1914          | 24 × 20,2 cm                             | Holzschnitt                       | Düsseldorf, Galerie Alex Vömel                      | |           |
| 69     | Gerhard Marcks         | Goat-herd                                            | 1922          | 21 × 30,5 cm                             | Holzschnitt                       | Hamburg, Galerie Rudolf Hoffmann                    | |           |
| 70     | Gerhard Marcks         | Studies of Models for the Sculpture 'The Prophetess’ | 1927          | 47 × 28 cm                               | Bleistiftzeichnung                | Hamburg, Galerie Rudolf Hoffmann                    | |           |
| 71     | Gerhard Marcks         | Charon                                               | 1946          | 22 × 35 cm                               | Holzschnitt                       | Hamburg, Galerie Rudolf Hoffmann                    | |           |
| 72     | Ewald Mataré           | Nocturnal Meadow                                     | 1932 (ca.)    | 19,2 × 44,5 cm                           | Holzschnitt                       | Düsseldorf, Hans Lühdorf                            | |           |
| 73     | Ewald Mataré           | Lying Horse                                          | 1950 (ca.)    | 40,2 × 41 cm                             | Farb-Holzschnitt                  | Witten, Privatsammlung                              | |           |
| 74     | Georg Meistermann      | Fire Dove                                            | 1953          | 35 × 43,2 cm                             | Farb-Lithographie                 | Greven, A. Henze                                    | |           |
| 75     | Paula Modersohn-Becker | Child in the Cradle                                  | 1903/04 (ca.) | 25,6 × 28,2 cm                           | Kohlezeichnung                    | Bremen, Kunsthalle Bremen                           | |           |
| 76     | Paula Modersohn-Becker | Old Peasant Woman with Glass Bottle                  | 1906 (ca.)    | 27,2 × 35 cm                             | Kohlezeichnung                    | Bremen, Kunsthalle Bremen                           | |           |
| 77     | Paula Modersohn-Becker | Mother and Child                                     | 1906          | 22,9 × 31,2 cm                           | Kohlezeichnung                    | Bremen, Kunsthalle Bremen                           | |           |
| 78     | Otto Mueller           | At the waterside                                     | o. J.         | 50 × 67,5 com                            | Aquarell und Wachsmalstift        | Düsseldorf, Hildebrand Gurlitt                      | |           |
| 79     | Otto Mueller           | Two Girls                                            | 1920 (ca.)    | 43,5 × 34 cm                             | Lithographie                      | Mülheim, J. Schürer                                 | |           |
| 80     | Otto Mueller           | Dune Landscape                                       | 1921 (ca.)    | 30 × 41,5 cm                             | Lithographie                      | Mülheim, J. Schürer                                 | |           |
| 81     | Otto Mueller           | Gypsy woman with Child on Arm                        | 1927          | 68,5 × 50 cm                             | Farb-Lithographie                 | Mülheim, J. Schürer                                 | aus der Zigeuner-Mappe                                                                                       |           |
| 82     | Ernst Wilhelm Nay      | Wedding of Aenor                                     | 1944          | 23,7 × 30 cm                             | Tempera                           | Düren, Günther Peill                                | |           |
| 83     | Ernst Wilhelm Nay      | In the Garden                                        | 1947          | 25,2 × 12,3 cm                           | Tempera                           | Düren, Günther Peill                                | |           |
| 84     | Ernst Wilhelm Nay      | Three Graces                                         | 1948          | 28 × 38 cm                               | Tempera                           | Bremen, Kunsthalle Bremen                           | |           |
| 85     | Rolf Nesch             | Sebastian                                            | 1940          | 60 × 43,3 cm                             | Farb-Metalldruck                  | Dortmund, Museum am Ostwall                         | |           |
| 86     | Rolf Nesch             | Cock                                                 | 1955          | 59,5 × 43,5 cm                           | Farb-Metalldruck                  | Berlin, Galerie Springer                            | |           |
| 87     | Emil Nolde             | Discussion                                           | 1913          | 79,7 × 58 cm                             | Lithographie, hand-koloriert      | Düsseldorf, Hildebrand Gurlitt                      | Probedruck (preliminary print)                                                                               |           |
| 88     | Emil Nolde             | Young Danish Woman                                   | 1913          | 68,5 × 56,8 cm                           | Farb-Lithographie                 | Düsseldorf, Hildebrand Gurlitt                      | |           |
| 89     | Emil Nolde             | Dancer                                               | 1913          | 54,3 × 68,7 cm                           | Farb-Lithographie                 | Düsseldorf, Hildebrand Gurlitt                      | |           |
| 90     | Emil Nolde             | Young Couple                                         | 1913          | 61,7 × 50,5 cm                           | Farb-Lithographie                 | Düsseldorf, Hildebrand Gurlitt                      | |           |
| 91     | Emil Nolde             | Head of a South Sea Islander                         | 1913/14 (ca.) | 50,3 × 36 cm                             | Aquarell                          | Köln, Wallraf-Richartz-Museum                       | |           |
| 92     | Emil Nolde             | Sunflowers and red Blossoms                          | 1920/25 (ca.) | 45,5 × 34,9 cm                           | Aquarell                          | Düsseldorf, Galerie Alex Vömel                      | |           |
| 93     | Emil Nolde             | Landscape in Jutland                                 | 1920/25 (ca.) | 34 × 47,7 cm                             | Aquarell                          | Düsseldorf, Hildebrand Gurlitt                      | |           |
| 94     | Max Pechstein          | Fishermen in the surf                                | 1920          | 51 × 74,7 cm                             | Aquarell                          | Köln, Wallraf-Richartz-Museum (Haubrich collection) | |           |
| 95     | Christian Rohlfs       | Return of the Prodigal Son                           | 1916          | 50 × 36,5 cm                             | Farb-Holzschnitt                  | Mülheim, J. Schürer                                 | |           |
| 96     | Christian Rohlfs       | Cathedral and Severi Church in Erfurt                | 1924          | 51,3 × 72 cm                             | Tempera auf Papier                | Hiddesen, Helene Rohlfs                             | |           |
| 97     | Christian Rohlfs       | Still Life                                           | 1926          | 51,5 × 70,7 cm                           | Tempera auf Papier                | Hiddesen, Helene Rohlfs                             | |           |
| 98     | Christian Rohlfs       | Calla                                                | 1937          | 78,5 × 58 cm                             | Tempera auf Papier                | Dortmund, Museum am Ostwall                         | |           |
| 99     | Oskar Schlemmer        | Dancer                                               | 1923          | 60,5 × 39 cm                             | Lithographie                      | Stuttgart, Tut Schlemmer                            | |           |
| 100    | Oskar Schlemmer        | Between the Pillars                                  | 1928          | 55,7 × 43 cm                             | Aquarell                          | Stuttgart, Tut Schlemmer                            | |           |
| 101    | Oskar Schlemmer        | Two women                                            | 1931 (ca.)    | 55 × 37,5 cm                             | Aquarell                          | Düsseldorf, Hildebrand Gurlitt                      | |           |
| 102    | Karl Schmidt-Rottluff  | Journey of the Disciples to Emmaus                   | 1918          | 39,6 × 50 cm                             | Holzschnitt                       | Düren, Günther Peill                                | |           |
| 103    | Karl Schmidt-Rottluff  | Christ and Judas                                     | 1918          | 39,5 × 50 cm                             | Holzschnitt                       | Düsseldorf, Hildebrand Gurlitt                      | |           |
| 104    | Karl Schmidt-Rottluff  | Turf Pond                                            | 1927          | 50 × 68,5 cm                             | Aquarell                          | Krefeld, Kunstmuseen Krefeld                        | Torftümpel                                                                                                   |           |
| 105    | Karl Schmidt-Rottluff  | Ponte Nomentano                                      | 1930          | 56,7 × 75,8 cm                           | Aquarell                          | Wuppertal, Von der Heydt-Museum                     | |           |
| 106    | Karl Schmidt-Rottluff  | Village in Tessin                                    | 1930 (ca.)    | 56,5 × 78 cm                             | Aquarell                          | Düsseldorf, Hildebrand Gurlitt                      | |           |
| 107    | Hans Uhlmann           | Composition                                          | 1949          | 49 × 68,5 cm                             | Aquarell                          | Hamburg, C.A. Isermeyer                             | |           |
| 108    | Theodor Werner         | Composition 39/55                                    | 1955          | 47,6 × 66,3 cm                           | Mischtechnik                      | Berlin, Galerie Springer                            | |           |
| 109    | Fritz Winter           | Composition                                          | 1949          | 17,2 × 21,8 cm                           | Tempera                           | München, Moderne Galerie Otto Stangl                | |           |
| 110    | Fritz Winter           | Composition                                          | 1949          | 21,7 × 17,2 cm                           | Wachsmalstift                     | München, Moderne Galerie Otto Stangl                | |           |
| 111    | Fritz Winter           | Composition                                          | 1950          | 48,5 × 62,5 cm                           | Öl auf Papier                     | Dorsten, Albert Schulze-Vellinghausen               | |           |